# Head First (album de Goldfrapp)
Pour les articles homonymes, voir Head First.
Albums de Goldfrapp
iTunes Originals: Goldfrapp (en)
(30 septembre 2008) The Singles
(3 février 2012)
Head First est le cinquième album studio du groupe britannique de musique électronique Goldfrapp.
Avec ses influences synthpop et dance-pop des années 1980, il marque une certaine cassure avec son prédécesseur Seventh Tree.

## Titres
| No | Titre          | Durée |
| -- | -------------- | ----- |
| 1. | Rocket         | 3:51  |
| 2. | Believer       | 3:43  |
| 3. | Alive          | 3:28  |
| 4. | Dreaming       | 5:07  |
| 5. | Head First     | 4:30  |
| 6. | Hunt           | 4:34  |
| 7. | Shiny And Warm | 3:58  |
| 8. | I Wanna Life   | 4:13  |
| 9. | Voicething     | 4:44  |